# Hijos del agobio
Hijos del agobio es el segundo álbum de estudio del grupo español Triana, lanzado en 1977 por Movieplay.
El álbum contó con una promoción prácticamente nula, como pasó con el álbum debut, El Patio; aun así superó las ventas de su antecesor, vendiendo 100 000 copias en tres meses.

## Lista de canciones
Los temas son de Jesús de la Rosa Luque, excepto indicación.

### Lado A
1. "Hijos del agobio" - 5:18
2. "Rumor" - 3:20
3. "Sentimiento de amor" - 5:32 (Letra de Fernando Roldán)
4. "Recuerdos de Triana" - 2:50 (Juan José Palacios)

### Lado B
1. "¡Ya está bien!" - 3:12
2. "Necesito" - 4:04
3. "Sr. Troncoso" - 3:38 (Letra de Fernando Roldán)
4. "Del crepúsculo lento nacerá el rocío" - 5:50 (Eduardo Rodríguez Rodway/Antonio Mata)

## Créditos
Triana
- Jesús de la Rosa Luque - voz, teclados y guitarra española en Sr. Troncoso.
- Juan José Palacios "Tele" - batería, percusión y moog en Recuerdos de Triana.
- Eduardo Rodríguez Rodway - guitarra, voz en Del crepúsculo lento nacerá el rocío, voces en Sr. Troncoso e Hijos del agobio.

Personal adicional
- Antonio García de Diego - guitarra eléctrica.
- Manolo Rosa - bajo eléctrico y guitarra española en Del crepúsculo...
- Enrique Carmona - introducción guitarra en Del crepúsculo...
- Miguel Ángel Iglesias - voces de ambientación y desahogo microfónico en Recuerdos de Triana.
- José Antonio Álvarez Alija - ingeniero de sonido.